# Macropharynx meyeri
Macropharynx meyeri là một loài thực vật có hoa trong họ La bố ma. Loài này được (C.Ezcurra) Xifreda mô tả khoa học đầu tiên năm 1984.